# Patricio Carvajal
Patricio Carvajal Prado (Santiago, 13 de septiembre de 1916-Santiago, 15 de julio de 1994) fue un marino, diplomático y político chileno, que se desempeñó como ministro de Estado de su país, durante la dictadura militar del general Augusto Pinochet.

## Familia y estudios
Nació en Santiago de Chile el 13 de septiembre de 1916, hijo de Mercedes Prado y del militar Arturo Carvajal, quien alcanzó el grado de teniente coronel en el Ejército, y fuera sobrino de Carmela Carvajal, cónyuge del héroe patrio Arturo Prat.[cita requerida] Tuvo tres hermanos: Carmen, Marta y Santiago Arturo; este último, también siguió carrera naval, alcanzando el grado de capitán de corbeta. Cursó sus estudios primarios y secundarios en el Liceo Alemán de Santiago.
Se casó con Teresa del Niño Jesús  Carvallo Muenke, con quien tuvo cinco hijos: María Teresa, Francisco José —quien fuera diplomático—, Felipe— también marino, alcanzando el grado de contraalmirante—, Paulina y Claudia.

## Carrera naval

### Inicios
Ingresó como cadete a la Escuela Naval Arturo Prat en 1931, lugar donde fue compañero de curso del futuro miembro de la Junta Militar de Gobierno, José Toribio Merino. Obtuvo su egreso con el grado de guardiamarina en el arma de artillería en 1935.  Fue ascendido a teniente segundo en 1941, y al año siguiente, realizó un curso de especialidad en su arma, para luego ser destinado en diversas unidades de la Armada. Fue ascendido a teniente primero en 1945, a capitán de corbeta en 1950, y en 1953, fue nombrado comandante del patrullero Lautaro.
Luego, entre 1955 (fecha en que, además, fue ascendido a capitán de fragata) y 1956, efectuó el curso de oficial de Estado Mayor, y en 1958, fue enviado a Estados Unidos para realizar estudios de táctica antisubmarina. A su regreso al país, fue designado como comandante del buque escuela Esmeralda, realizando el viaje de instrucción de guardiamarina y grumetes en 1960. Al año siguiente, fue designado como comandante de la fragata Covadonga y, desde 1962, asumió como director de la Escuela de Artillería.

### Gobierno de Frei Montalva
A continuación, en 1963, fue ascendido a capitán de navío, y en 1964, fue nombrado como jefe del Sector Naval Oriental, puesto que ocupó hasta 1966, fecha en que, en el marco del gobierno del presidente Eduardo Frei Montalva, fue designado en misión diplomática como agregado naval de Chile en Londres, Inglaterra. Mantuvo esa posición hasta 1967 —año en que fue ascendido a contraalmirante—, siendo inmediatamente nombrado como comandante del crucero Prat. Al año siguiente, pasó a ejercer como jefe del Estado Mayor de la Armada, en 1970, fue ascendido a vicealmirante, y 1971, nombrado como director general de los Servicios de la misma institución castrense, y al año siguiente, asumió como jefe del Estado Mayor de la Defensa Nacional, cargo bajo dependencia del Ministerio de Defensa Nacional.
A lo largo de su trayectoria militar, obtuvo diversas condecoraciones, entre ellas las medallas por 10 y 20 años de servicio en el Ejército, y la Medalla "Minerva" por su especialidad de Estado Mayor; la Real Orden Victoriana, en el grado de comandante, otorgada por la Marina Real Británica durante su labor como agregado naval; y la Cruz Nacional al Mérito Naval y Condecoración "Presidente de la República", ambas otorgadas por el gobierno chileno. Entre otras actividades, fue miembro del Club Naval de Chile y Club Naval de Campo.

### Golpe de Estado y dictadura militar
Durante el golpe de Estado del 11 de septiembre de 1973 contra el presidente Salvador Allende, dirigió las operaciones de ocupación del Palacio de La Moneda (la sede del gobierno) desde la sede del Ministerio de Defensa Nacional, en calle Zenteno, actual edificio de las Fuerzas Armadas. Al día siguiente de dicha acción militar exitosa, fue nombrado como titular de dicha repartición, puesto que fungió hasta el 11 de julio de 1974, fecha en que se llevó a cabo el primer cambio de gabinete del régimen; fue sucedido por el general de división Óscar Bonilla Bradanovic. Ese mismo día, fue trasladado a la titularidad del Ministerio de Relaciones Exteriores (Minrel), donde se mantuvo hasta el 14 de abril de 1978.
Posteriormente, volvió al servicio diplomático, al ser designado como embajador de Chile en Ginebra, Suiza, rol en el que sirvió hasta 1981. Asimismo, el 15 de diciembre de 1982, volvió a ser nombrado como titular de cartera de Defensa Nacional, cargo mantuvo hasta el final del régimen el 11 de marzo de 1990.

### Últimos años
Tras dejar el gobierno, se incorporó a la política partidista al ingresar a militar a la tienda derechista Unión Demócrata Independiente (UDI), de la cual llegó a ser miembro de su Tribunal Supremo (TS).[cita requerida]
Se suicidó con un arma de fuego en su domicilio ubicado en Santiago, el 15 de julio de 1994, en medio de una aguda depresión producto de un cáncer óseo y de próstata que se había generalizado y que padecía desde hace varios años.

## Historial militar
Su historial de ascensos en el Ejército de Chile fue el siguiente:
- 1931: Cadete de la Escuela Naval Arturo Prat
- 1935: Guardiamarina
- 1938: Subteniente
- 1941: Teniente segundo
- 1945: Teniente primero
- 1950: Capitán de Corbeta
- 1955: Capitán de Fragata
- 1963: Capitán de Navío
- 1967: Contralmirante
- 1970: Vicealmirante